# Mita Hachiman-jinja

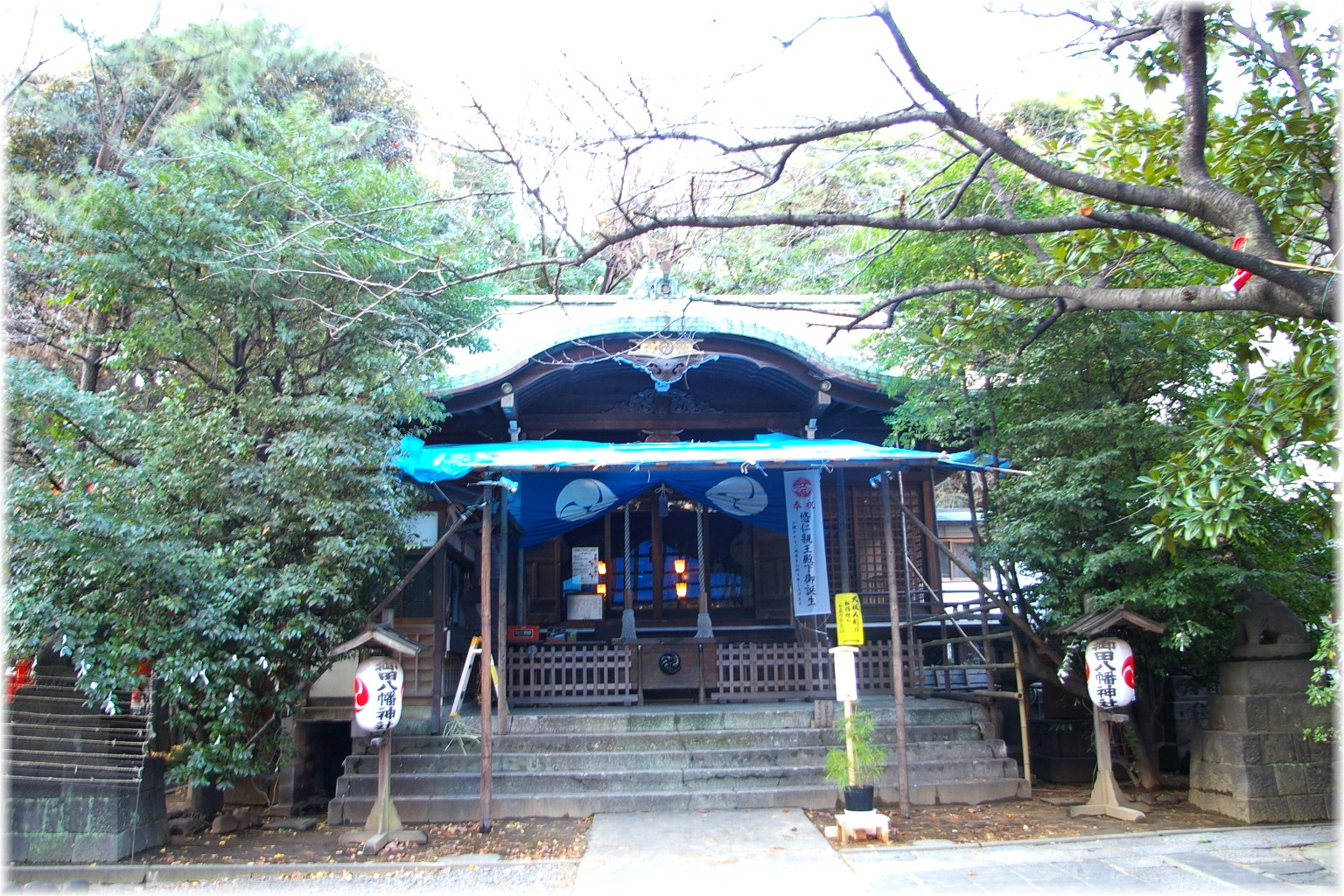
Honden du sanctuaire.

Le Mita Hachiman-jinja (御田八幡神社) est un sanctuaire shinto situé dans l'arrondissement de Mita 3-7-16, Minato à Tokyo au Japon.

## Galerie

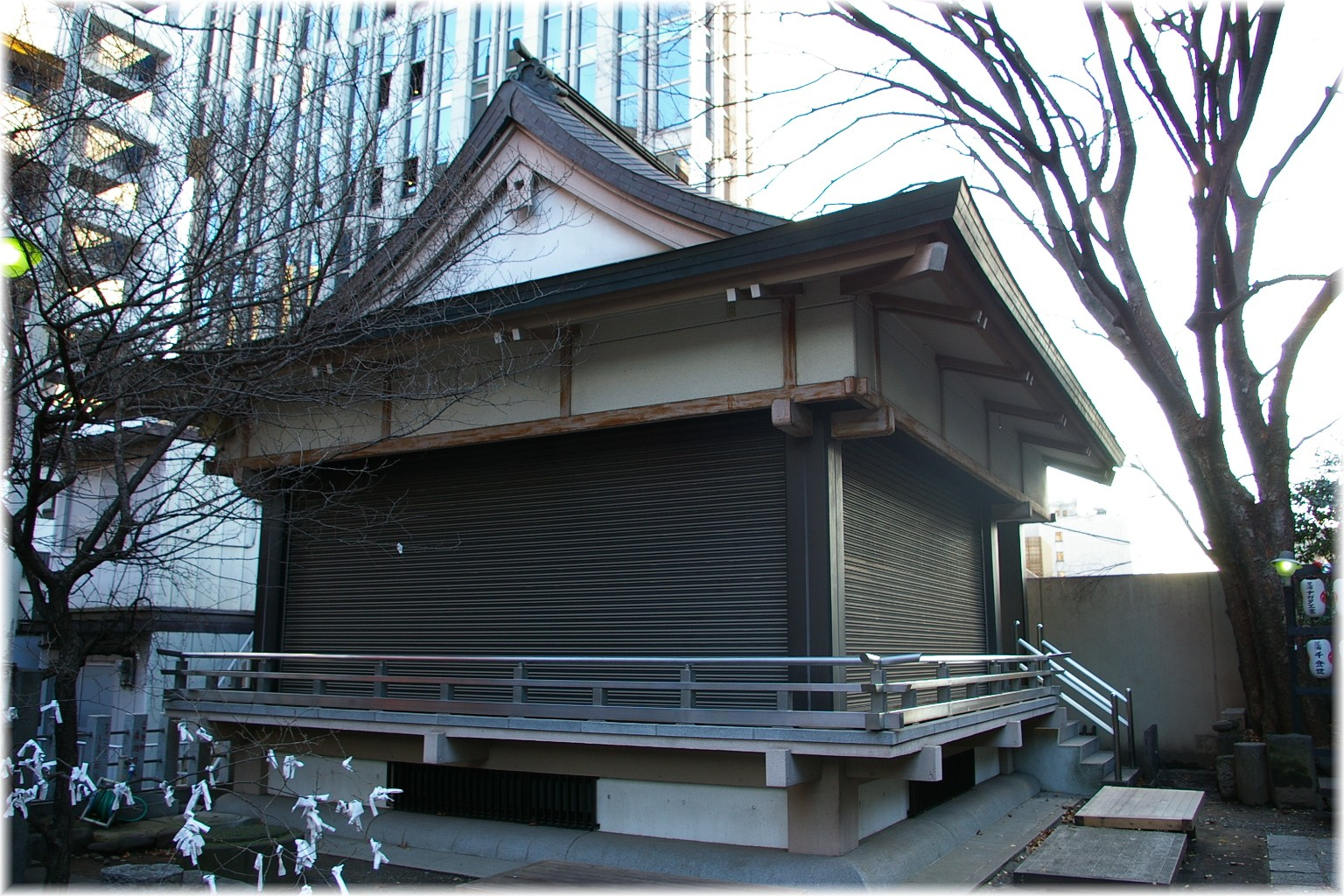
Kagura-den.
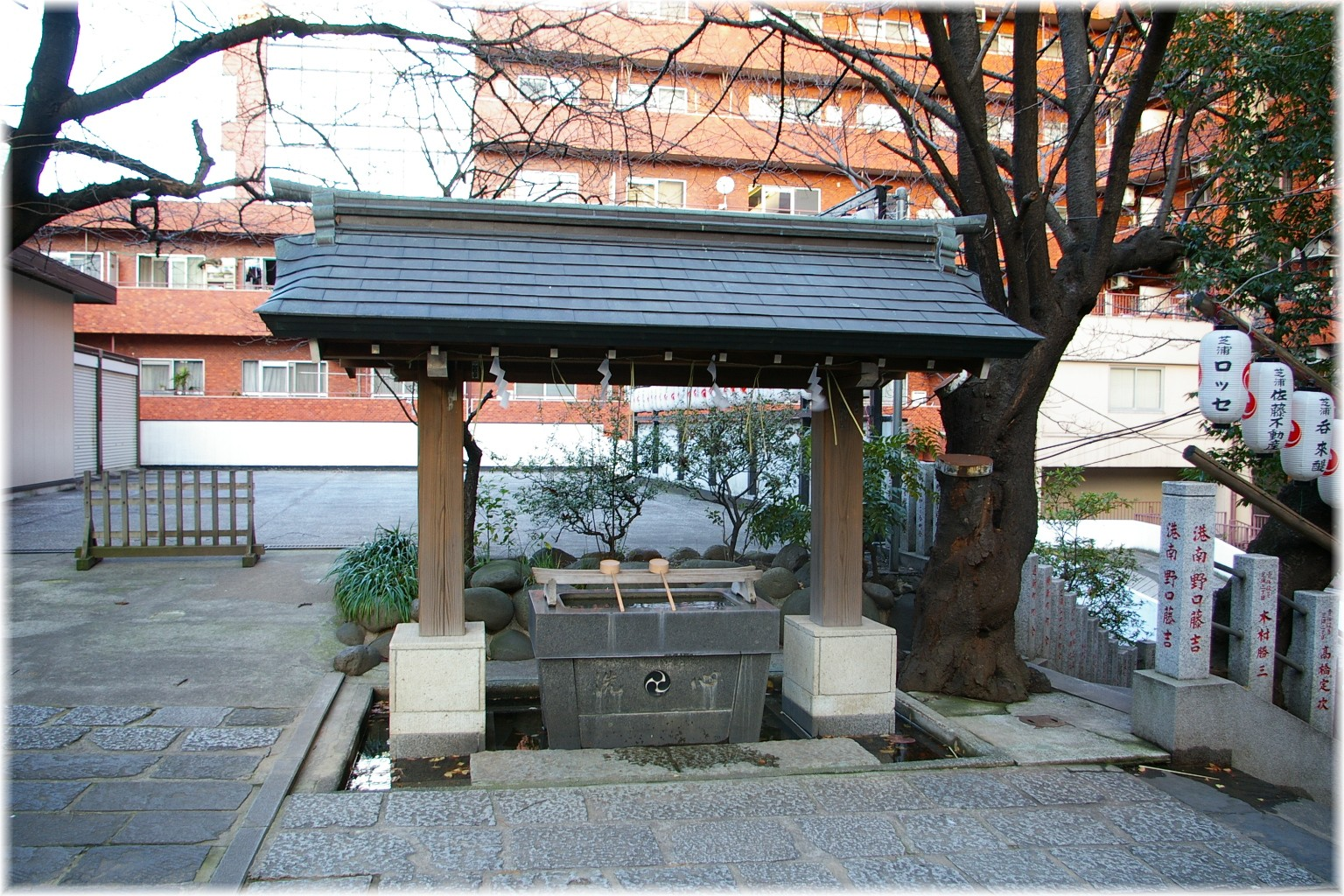
Temizuya.
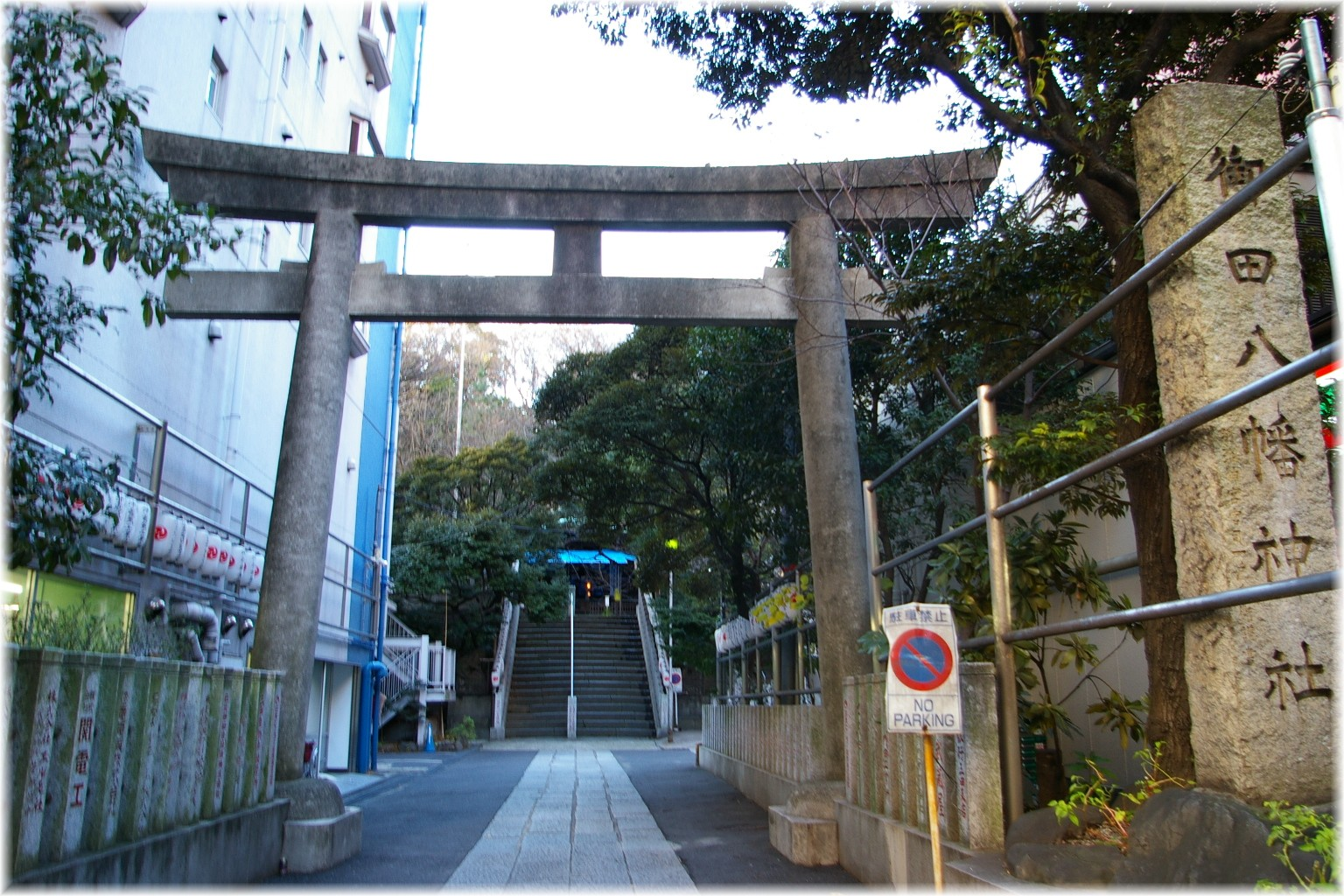
Torii.

## Référence
- (en) Cet article est partiellement ou en totalité issu de l’article de Wikipédia en anglais intitulé « Mita Hachiman Jinja » (voir la liste des auteurs).